# Abu l-Qa'sim
Abu l-Qa'sim (... – IX secolo) è stato un viaggiatore arabo.
Compì un lunghissimo viaggio in Oriente (854-857), lasciando un'importante relazione paesaggistica su India e Cina.